# 埃氏軟口魚
埃氏軟口魚（學名：Chondrostoma esmaeilii）為輻鰭魚綱鯉形目雅羅魚科軟口魚屬的其中一種，分布於亞洲伊朗底格里斯河上游的Sarab-e Ravansar河流域，體長可達13.6公分，棲息在沙泥底質、植被生長的河川底中層水域，生活習性不明。

## 扩展阅读
- 維基物種上的相關：埃氏軟口魚